# Emilio Mola
Emilio Mola Vidal (ur. 9 lipca 1887 w Placetas na Kubie, zm. 3 czerwca 1937 w Alcocero, obecnie Alcocero de Mola w Burgos, w Hiszpanii) – hiszpański generał, jeden z głównych organizatorów (obok generałów Franco i Sanjurjo) zbrojnego powstania przeciwko rządom Frontu Ludowego, które doprowadziło 18 lipca 1936 roku do wybuchu wojny domowej.

## Życiorys

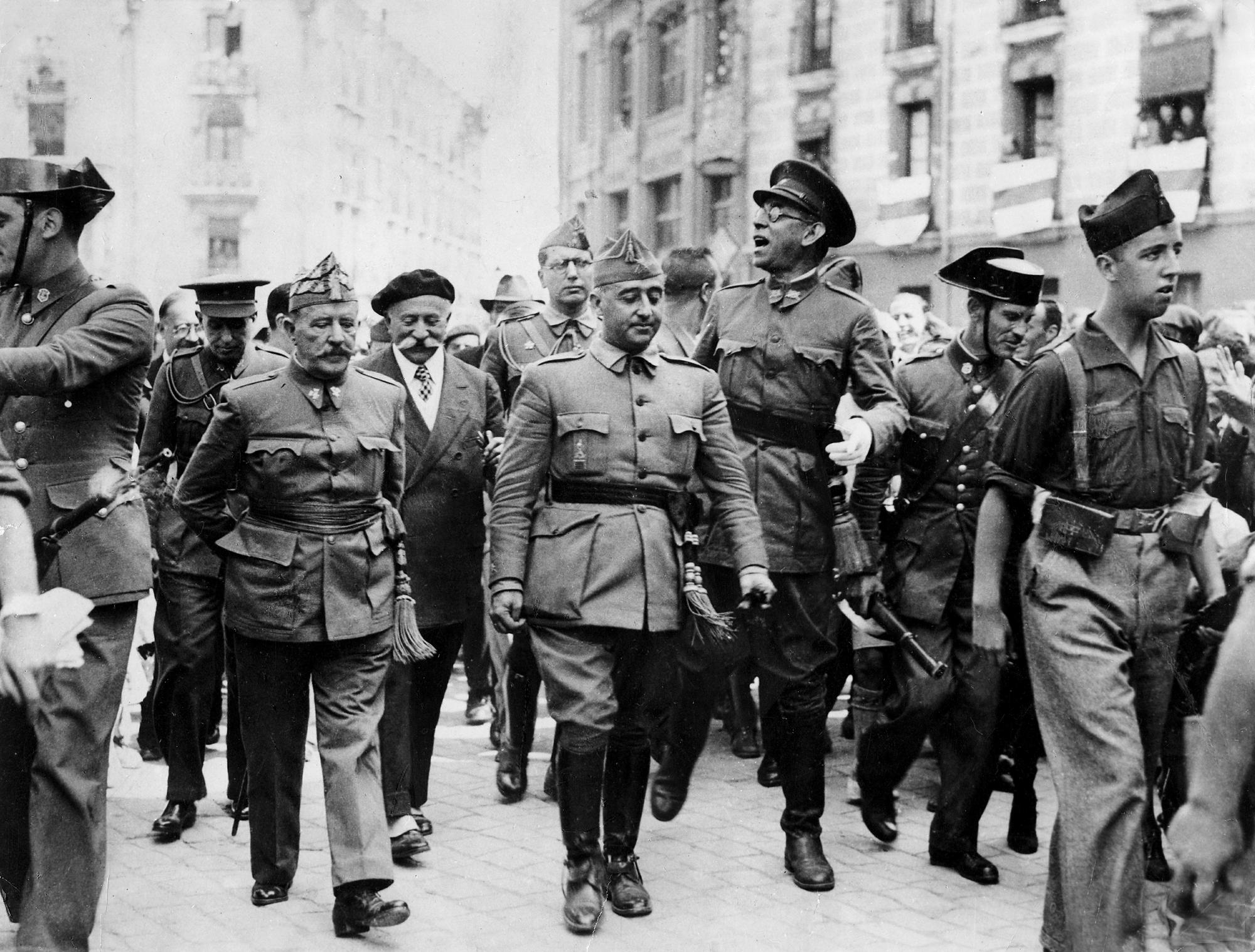
Franco i Mola w Burgos, 1936

Urodził się na Kubie, wówczas jeszcze hiszpańskiej kolonii. Wśród oficerów uchodził za konserwatywnego republikanina i z powodu swoich poglądów podczas wojny domowej kilkakrotnie wchodził w konflikt z monarchistami. Jeden z nich był spowodowany kwestią flagi, jaką mieli używać narodowcy – Mola chciał zachowania republikańskiej, natomiast monarchiści żądali (skutecznie) przywrócenia flagi monarchistycznej. Po wybuchu powstania przewodził wojskami w prowincji Nawarra, a następnie objął dowództwo nad Armią Północną, podczas gdy Franco działał na południu. Próbując zdobyć Madryt swoimi czterema kolumnami, Mola chwalił lokalnych sympatyków nacjonalistów w mieście jako „piątą kolumnę”, prawdopodobnie było to pierwsze użycie tego określenia.
Zginął 3 czerwca 1937 roku w katastrofie lotniczej spowodowanej złą pogodą w locie powrotnym do Vitorii.